# Ýedigen Football Team
El Ýedigen Football Team (turcman: Ýedigen futbol topary) fou un club de futbol de Turkmenistan de la ciutat d'Aşgabat.
Fou el club de la Universitat Internacional Turcmana-Turca. Va ser fundat l'any 2003 amb el nom HTTU Aşgabat (turcman: Halkara Türkmen-Türk Uniwersiteti futbol topary Aşgabat). L'any 2012 quedà tercer a la lliga. El 2013 es proclamà campió de lliga. L'any 2016 canvià el nom a Ýedigen FC.

## Palmarès
- Lliga turcmana de futbol:[6]
  - 2005, 2006, 2009, 2013

- Copa turcmana de futbol:
  - 2006, 2011

- Supercopa turcmana de futbol:
  - 2005, 2009, 2012

- Copa President turcmana de futbol:
  - 2007, 2008, 2009